# Jahrbuch Schopfheim
Das Jahrbuch / Stadt Schopfheim ist ein von  1985 bis 2025 erschienenes Jahrbuch der Stadt Schopfheim im baden-württembergischen Landkreis Lörrach.

## Inhalt und Autoren
Neben Beiträgen zum aktuellen politischen und kulturellen Geschehen bringt das Jahrbuch geschichtliche Abhandlungen. Ergänzt wird dies durch eine Chronik (Tagesspiegel), die jeweils der Redakteur Klaus Strütt beiträgt. Jeder Band enthält auch einen Jahresrückblick des Bürgermeisters und ein Namens- und Sachregister.
Das Buch erscheint in der Regel im Mai des Folgejahres als Jahrbuch des Vorjahres mit einem Umfang von etwa 300 Seiten.
Bis zum Band 2000 erschien das Jahrbuch als Paperback-Ausgabe und seither als Hardcover-Ausgabe mit zahlreichen Fotografien. 
„Insgesamt enthalten die vierzig Jahrbücher über 650 sorgfältig recherchierte Artikel auf rund 12.200 Seiten ……“.
Neben Klaus Strütt und den jeweiligen Bürgermeistern gehören zu den Autoren u. a. auch die Historiker Klaus Schubring und Werner Störk, sowie der Kunsthistoriker Bernhard Bischoff und der Dichter Markus Manfred Jung.